# Ah fei zing zyun
Ah fei zing zyun (阿飛正傳, Āfēi zhèngzhuàn em mandarim; br: Dias Selvagens}}) é um filme honconguês, dirigido e escrito por Wong Kar-Wai e lançado em 1990.
Estrelado por alguns dos mais conhecidos atores e atrizes de Hong Kong, includindo Leslie Cheung, Andy Lau, Maggie Cheung, Carina Lau, Jacky Cheung e Tony Leung Chiu-Wai, o filme marcou também a primeira colaboração entre o realizador Wong Kar-Wai e o diretor de fotografia Christopher Doyle.
Segundo longa-metragem de Kar-Wai, é também visto de certa forma como a primeira parte de uma trilogia informal que ainda inclui Amor à Flor da Pele e 2046 e inspirado livremente no romance Boquinhas Pintadas, do escritor Manuel Puig.
Foi premiado no Festival de Cinema de Hong Kong de 1991 nas categorias Melhor Filme, Melhor Direção, Melhor Ator (Leslie Cheung), Melhor Fotografia e Melhor Direção de Arte.

## Sinopse
Ambientado na década de 1960, Yuddy (Leslie Cheung) é um jovem que descobriu recentemente que a mulher que o criou, uma prostituta, não é sua mãe biológica.